# Province de Cankuzo

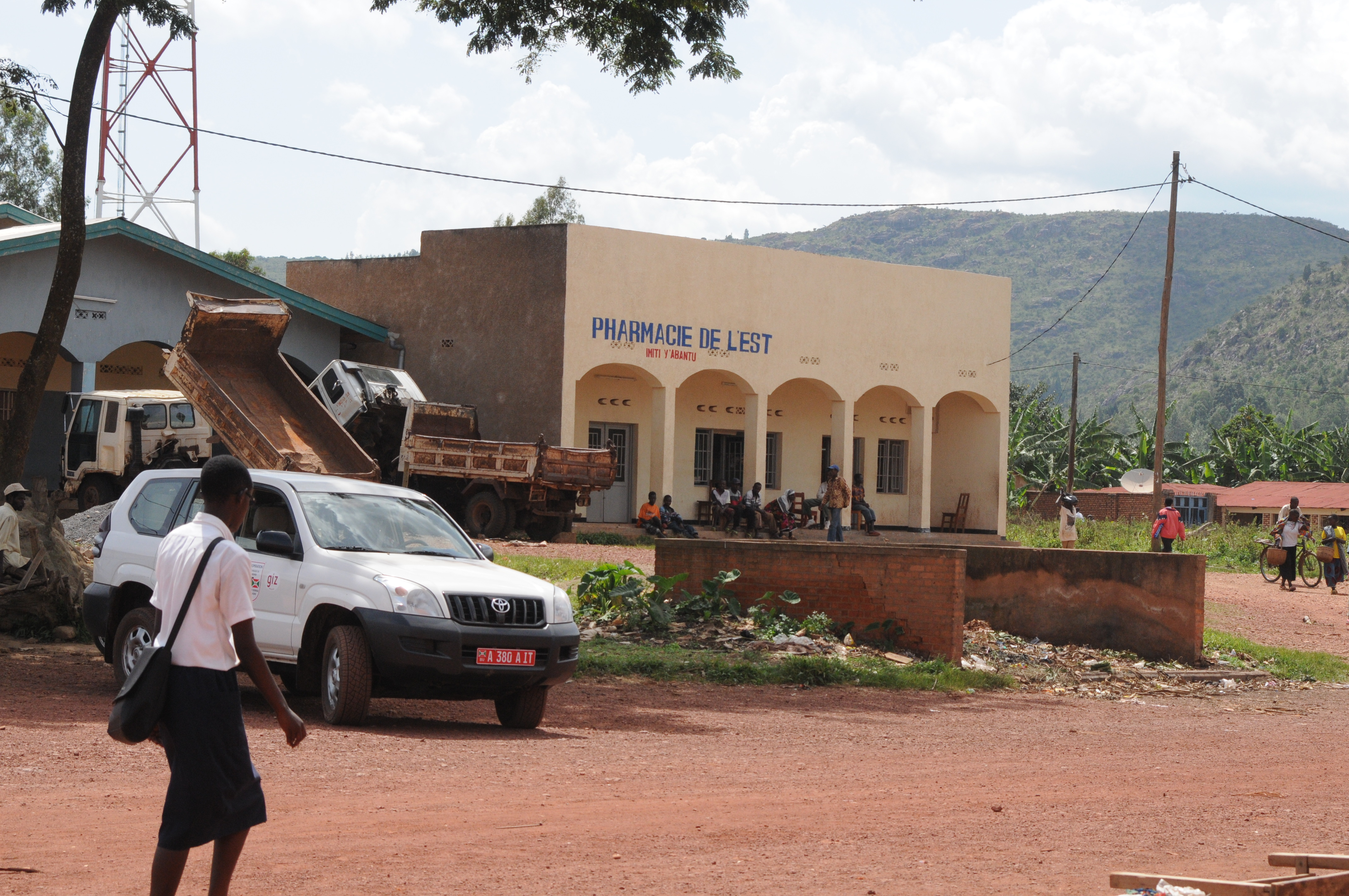
Burundi - Assainissement à Cankuzo

La province de Cankuzo est l'une des 18 provinces du Burundi. Située dans la partie orientale du pays, la province couvre une superficie de 1 965 km2. La capitale provinciale est Cankuzo.

## Communes
La province de Cankuzo est divisée en cinq communes, chacune dirigée par un élu de 25 membres du Conseil :
- Commune de Cankuzo ;
- Commune de Cendajuru ;
- Commune de Gisagara ;
- Commune de Kigamba ;
- Commune de Mishiha.

## Politique
Les élections communales directes et les élections à l'Assemblée nationale ont eu lieu dans tout le Burundi le 3 juin et 4 juillet 2005, respectivement.
La province de Cankuzo a quatre députés à l'Assemblée nationale. Ils sont répartis comme suit :
- CNDD-FDD : 2
- FRODEBU : 1
- UPRONA : 1

Les élections de 2010 ont offert 3 députés du  CNND-FDD et 1 député pour l'UPR0NA